# Hippidion saldiasi
A Hippidion saldiasi az emlősök (Mammalia) osztályának a páratlanujjú patások (Perissodactyla) rendjéhez, ezen belül a lófélék (Equidae) családjához tartozó kihalt faj.

## Tudnivalók
A Hippidion saldiasi Dél-Amerika endemikus lova. E faj maradványait az argentínai Santa Cruz tartománybeli Piedra Museo lelőhelynél és a chilei Cueva del Milodón lelőhelynél találták meg. A felfedezés értékét növeli az ősemberrel való társítás, mivel az ember valószínűleg vadászott rája és ez lett az állat kihalásának oka. Ezeket az embereket az Elő-Clovis-kultúrába helyezték. Ez a Hippidion-faj 12 000 - 10 000 évvel élt ezelőtt a pleisztocén vége felé.